# أوكسانا شاشكو
أوكسانا شاشكو (بالأوكرانية: Оксана Шачко) وُلدت يوم 31 كانون الثاني/يناير 1987 وتُوفيت يوم 23 تموز/يوليو 2018، هي حقوقية نسوية أوكرانية وعضوة مؤسسة في منظمة فيمن. كانت واحدة من مؤسسي المجموعة النسوية فيمن في نيسان/أبريل 2008 جنبا إلى جنب مع آنا هوتسل وألكسندرا شيفتشينكو وهي المجموعة التي احتجت علنا في مختلف البلدان ضد الاستغلال الجنسي، عدم المساواة في الدخل، سياسات الكنيسة الكاثوليكية الرومانية وعددٍ من الموضوعات الأخرى.

## النشاط
ولدت شاسكو في خميلنيتسكايي لكنها انتقلت للعيش في كييف. أسّست رفقة مجموعة من صديقاتها مجموعة فيمن التي احتجت في البداية حول القضايا التي تؤثر على النساء بشكل كبير ولكنها سرعان ما انتقلت إلى التظاهر ضد الاستغلال الجنسي للمرأة الأوكرانية وضد السياحة الجنسية خاصة في عام 2008. اكتسبت فيمن شهرة عالمية بسبب طبيعة الاحتجاجات التي كانت تقوم بها؛ حيث حاول أعضاء المنظمة إثارة انتباه العالم من خلال الاحتجاج والتظاهر بالملابس الداخلية فقط. أول تغيير سيطرئ على المجموعة في آب/أغسطس 2009؛ حيث احتجت شاسكو من خلال إظهار ثدييها في كييف وذلك في محاولة منها لجلب كل الصُحف العالمية. ومنذ ذلك الحين أصبح نشطاء فيمن يحتجون بانتظام من خلال العُري وتوسّع جدول أعمالهم ليشمل حقوق المرأة والحقوق المدنية في أوكرانيا وجميع أنحاء العالم. تعاونت شاشكو مع الكاتب الفرنسي جاليا أكرمان الذي عمل على تأليف كتاب حول تاريخ فيمن ونشره في عام 2013. في عام 2014؛ حصل الفيلم الوثائقي الذي كانت شاشكو بطلته أنا فيمن على جائزة مرموقة للمخرج آلان مارغو.
حصلت شاشكو على صفة اللاجئة السياسية في فرنسا عام 2013 وذلك بعد عدة هجمات نفذتها قوات الأمن تابعة للرئيس الروسي فلاديمير بوتين. هناك حاولت شاشكو توحيد جهود فيمن من خلال الاحتجاجات جنبا إلى جنب مع الجبهة الوطنية الفرنسية.

## الوفاة
وُجدت شاشكو «ميتة» في شقتها في باريس بفرنسا يوم 23 تموز/يوليو 2018. شكلت وفاتها صدمة للعالم وبخاصة نشطاء مجال حقوق الإنسان. ذكرت صديقتها آنا هوستل أنها كانت في انتظار تقرير رسمي منها حتى تفاجأت أنها «ماتت». تبيّن فيما بعد -حسب تحقيقات الشرطة- أن شاشكو قد شنقت نفسها، خاصة بعدما ظهرت علامات انتحار على جسدها.

## روابط خارجية
- أوكسانا شاشكو على موقع IMDb (الإنجليزية)
- أوكسانا شاشكو على موقع قاعدة بيانات الفيلم (الإنجليزية)